# Zang-Tabi
Zang-Tabi est un village du Cameroun situé dans l’arrondissement (commune) de Mbengwi, dans le département de Momo et dans la Région du Nord-Ouest. C'est aussi le siège d'une chefferie traditionnelle de 2e degré.

## Population
Lors du recensement de 2005, on a dénombré 857 habitants à Zang-Tabi, dont 403 hommes et 454 femmes.
Une étude locale de 2011 a évalué la population à 1 772 personnes.

## Établissement scolaire
Entre autres, le CETIC de Zang-Tabi, du sous-système anglophone, dispense un enseignement technique de 1er cycle (classes de la 1re à la 4e).